# Mnoho povyku pro nic

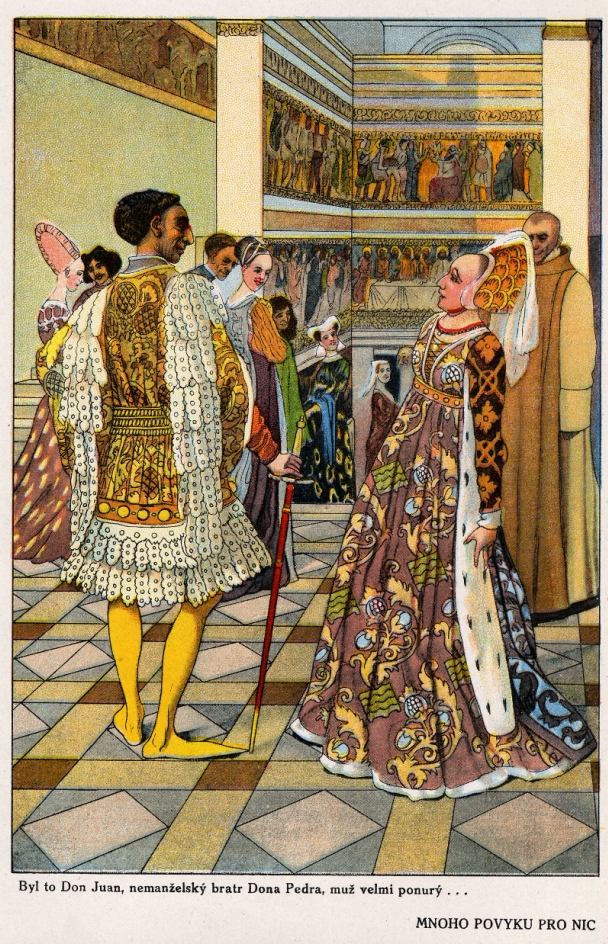
Ilustrace ke hře od Artuše Scheinera

Mnoho povyku pro nic  (anglicky Much Ado About Nothing) je divadelní hra, kterou roku 1599 napsal anglický renesanční dramatik William Shakespeare. Jedná se o komedii vyprávějící o dvou párech – sladce zamilovaných Claudiovi a Heře a jízlivých a výmluvných Benedettovi a Beatricii.

## Postavy
- Don Pedro, aragonský kníže a vladař na Sicílii
- Don Juan, bratr Dona Pedra
- Leonato, messinský guvernér
- Antonio, starší bratr Leonata
- Hero, Leonatova dcera
- Beatrice, sestřenice Hery
- Claudio, šlechtic z Florencie
- Benedetto, šlechtic z Padovy
- Bumbalez, přítel Dona Juana
- Konrad, přítel Dona Juana
- Francesco, mnich
- Mochna, náčelník městské společnosti
- Šťovíček, konšel
- Baltazaro, zpěvák
- První stráž
- Druhá stráž
- Kostelník
- Margaretta, společnice Hery
- Ursula, společnice Hery

## Děj
Děj se odehrává po roce 1283 v sicilské Messině.
Messinský vládce Leonato má dceru Heru, kterou si chce vzít Claudio z Florencie. Ale Don Juan (nevlastní bratr aragonského prince Dona Pedra) spolu se svým sloužícím Boraciem nastraží na Claudia a Heru lest. Řeknou Claudiovi, že je mu budoucí žena s Boraciem nevěrná. Claudio nevěří, tak se za ni Boraciova přítelkyně Markéta přestrojí a před jejich zraky s Boraciem flirtuje.
Claudio se rozzlobí a v den svatby Heru přímo před oltářem a přede všemi zahanbí. Leonato se ji rozhodne očistit tak, že rozhlásí, že zemřela. Claudio se však nakonec dozví o intrice Dona Juana a uzná svou chybu. Souhlasí, že se ožení s Heřinou sestřenicí (ne s Beatrice). Během svatby je ona sestřenice ke Claudiově radosti i překvapení odmaskována jako Hera.
Vedlejší dějová linka se týká Heřiny sestřenice Beatrice, která je jízlivá, hádavá, samostatná a odmítavá. Odjakživa se hádá a špičkuje s Claudiovým přítelem Benedettem. Ostatní se je spolu pokoušejí sblížit známým způsobem – před jedním mluví o tajné lásce toho druhého. Beatricie s Benedettem se do sebe skutečně zamilují, ale když zjistí, že to na ně ostatní nahráli, zase se začnou hádat. A nakonec se – z trucu – vezmou.

## Filmové adaptace
- 1967 Much Ado About Nothing, britský televizní film. Režie: Franco Zeffirelli; hrají: Maggie Smith, Derek Jacobi, Frank Finlay.
- 1984 Much Ado About Nothing, britský televizní film. Režie: Stuart Burge; hrají: Cherie Lunghi, Jon Finch, Robert Lindsay.
- 1993 Mnoho povyku pro nic, britský film. Režie: Kenneth Branagh; hrají: Kenneth Branagh, Emma Thompson, Keanu Reeves, Kate Beckinsale, Robert Sean Leonard, Denzel Washington, Michael Keaton, Imelda Staunton, Brian Blessed.
- 2005 Mnoho povyku pro nic, britský televizní film. Příběh je přenesen do moderního prostředí televizního zpravodajství. Režie: Brian Percival; hrají: Damian Lewis, Billie Piper.
- 2012 Mnoho povyku pro nic, americký film. Režie: Joss Whedon, hrají: Amy Acker, Alexis Denisof, Fran Kranz, Jillian Morgese, Nathan Fillion, Sean Maher, Clark Gregg.
- 2011 Mnoho povyku pro nic, britské divadelní představení z divadla Wyndham z West Endu. Divadelní režie: Josie Rourke, hrají: Tom Bateman, David Tennant, Catherine Tate, Jonathan Coy, Elliot Levey, Adam James (zdroj:http://www.csfd.cz/film/316318-much-ado-about-nothing/komentare/)

### České překlady (výběr)
Mnoho povyku pro nic přeložil poprvé do češtiny Jakub Malý (1811–1885, poprvé hráno v Praze 1859, premiéra Národní divadlo 1884), dále např. Josef Václav Sládek (Národní divadlo 1907), Martin Hilský (Národní divadlo 1999), Jiří Josek (Divadlo v Dlouhé, 2014).